# Stefan Etcheverry
Pour les articles homonymes, voir Etcheverry.
Stefan Etcheverry, né le 18 février 1972 à Fontenay-aux-Roses, est un journaliste franco-autrichien et ancien joueur international autrichien de rugby à XV.

## Biographie

### Jeunesse et parcours dans le rugby
Né à Fontenay-aux-Roses d'un père basque et d'une mère autrichienne qui se sont rencontrés à Paris durant leurs études, il grandit en Île-de-France et passe du temps au Pays basque et en Autriche,.
Après s'être adonné au football, il s'initie au rugby à l'âge de 10 ans dans l'école de rugby au Clamart Rugby 92. Il débute en équipe première à l'âge de 17 ans. Autrichien par sa mère, il se met en relation avec l'équipe d'Autriche de rugby à XV et son niveau lui permet alors de l'intégrer à partir de 1996. Il dispute notamment les qualifications pour la Coupe du monde 1999 au poste de demi d'ouverture, comptabilisant au total cinq sélections.
Après sa carrière de joueur, il devient manager sportif au sein du club de Clamart,,.

### Carrière dans les médias
Non-qualifié pour la Coupe du monde, il intègre en 1999 le service rugby de Canal+. Pendant quinze ans, il commente les rencontres de championnat sur la chaîne. Il anime également des émissions comme XV Mag sur Infosport ou le Quinze du dimanche le dimanche soir à minuit sur Canal+.
En 2008, il présente l'émission En route pour Pékin diffusée en access prime-time sur Canal+ pour emmener les téléspectateurs à la redécouverte des Jeux olympiques d'été de 2008 et à la découverte de la Chine.
En janvier 2009, il devient présentateur de l'émission Les Spécialistes, le club, édition omnisports des Spécialistes diffusée chaque mercredi. L'émission est arrêtée en 2010.
En septembre 2010, il rejoint i>Télé, la chaîne d'information en continu du groupe Canal+ pour présenter avec Valérie Amarou les soirées du week-end entre 18 h et 0 h,.
Le 4 octobre 2010, il présente également la Nuit du rugby, soirée qui récompense les acteurs du rugby professionnel français, avec Judith Soula et Philippe Guillard.
De 2013 à 2016, il intervient dans la matinale Team Toussaint pour proposer ses chroniques sportives.
À l'automne 2016, il quitte i>Télé alors en proie à une grève. En janvier 2017, il rejoint l'émission OFNI, l'info retournée présentée par Bertrand Chameroy et diffusée sur W9. À l'été 2017, il revient dans le groupe Canal+ pour participer à l'émission Les Terriens du dimanche !, la nouvelle émission de C8 présentée par Thierry Ardisson.
En 2017, il rejoint le groupe NextRadioTV pour présenter la matinale de BFM Paris. En 2018, il reprend la matinale Week-end Première (6 h – 10 h) le samedi et le dimanche aux côtés de Aurélie Casse puis de Perrine Storme à partir de 2019.
En 2021, il rejoint la chaîne LCI pour co-animer La Matinale en duo avec Hélène Mannarino. Il cède ce poste à Jean-Baptiste Boursier en 2023.
Lors de la Coupe du monde de rugby 2023 organisée en France, il commente des rencontres sur TF1 avec Thomas Lombard.
En janvier 2024, il intègre l'équipe de la nouvelle matinale de TF1, Boujour ! pour sillonner les routes au contact des Français. Il retrouve alors Bruce Toussaint, avec qui il avait collaboré dans la matinale info Team Toussaintsur iTélé.
En 2024, TF1 choisit le duo qu'il compose avec Thomas Lombard pour commenter les trois rencontres du XV de France lors de la tournée d'automne diffusée sur la chaîne. Ils sont accompagnés par Christian Califano en bord de terrain et d'Isabelle Ithurburu pour présenter le magazine d'après-match.

## Carrière
- 2009-2010 : Les Spécialistes, le club sur Canal+ Sport (animateur)
- 2013-2016 : Team Toussaint, la matinale info sur I-Télé (chroniqueur)
- 2017 : OFNI, l'info retournée sur W9 (chroniqueur)
- 2017 : Les Terriens du dimanche ! sur C8 (chroniqueur)
- 2017 : la matinale sur BFM Paris (animateur)
- 2018-2021 : Week-end Première sur BFM TV (animateur)
- 2021-2023 : La Matinale sur LCI (animateur)
- Depuis 2024 : Bonjour ! sur TF1 (chroniqueur)